# Podział administracyjny Wilna
Wilno dzieli się na 20 dzielnic administracyjnych, a te na kilkadziesiąt dzielnic tradycyjnych. W 2000 roku do rejonu miejskiego Wilno włączone zostało Grzegorzewo.

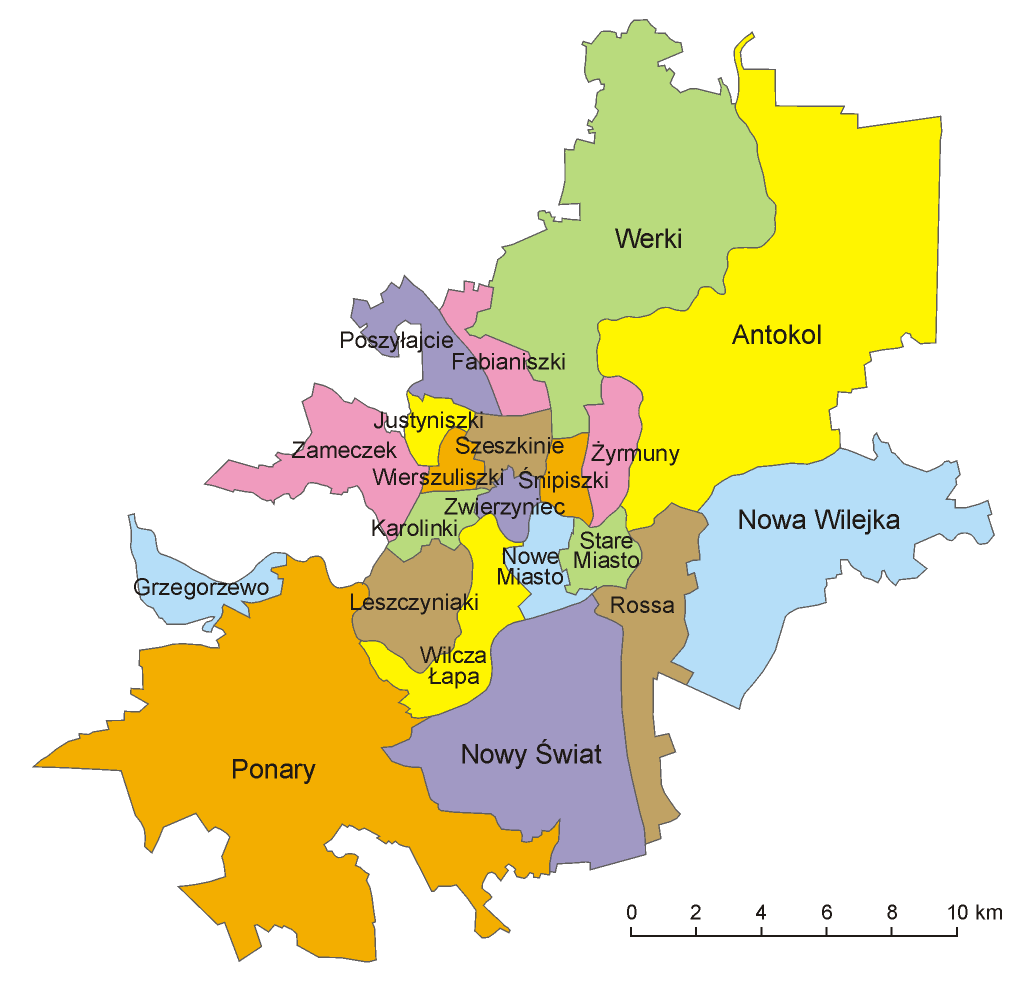
Mapa podziału administracyjnego Wilna (wraz z Grzegorzewem wchodzącym w skład rejonu miejskiego Wilno, jednak nie w skład samego miasta)

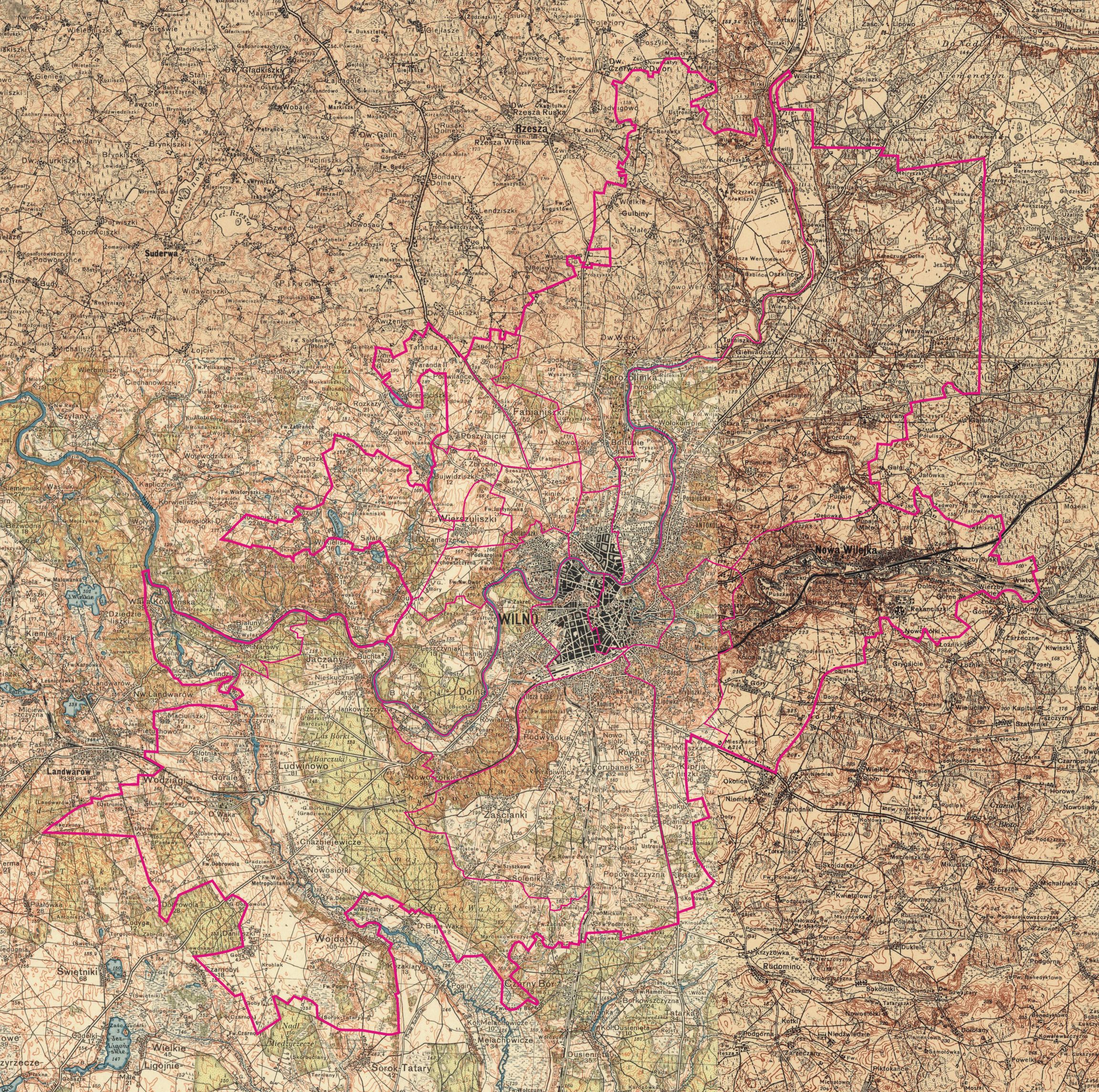
Przedwojenna mapa okolic Wilna WIG w skali 1:100 000 z naniesionymi obecnymi granicami dzielnic

| nazwa polska  | nazwa litewska | powierzchnia (km²) | ludność | gęstość zaludnienia |
| ------------- | -------------- | ------------------ | ------- | ------------------- |
| Antokol       | Antakalnis     | 77,2               | 39 700  | 514,2               |
| Fabianiszki   | Fabijoniškės   | 4,1                | 36 600  | 8926,8              |
| Justyniszki   | Justiniškės    | 2,98               | 30 960  | 10 389,3            |
| Karolinka     | Karoliniškės   | 4,0                | 31 200  | 7800                |
| Leszczyniaki  | Lazdynai       | 10,3               | 32 200  | 3126,2              |
| Nowa Wilejka  | Naujoji Vilnia | 39,3               | 32 800  | 834,6               |
| Nowe Miasto   | Naujamiestis   | 4,8                | 27 900  | 5812,5              |
| Nowy Świat    | Naujininkai    | 41,1               | 33 500  | 815,1               |
| Ponary        | Paneriai       | 84,94              | 8900    | 104,8               |
| Poszyłajcie   | Pašilaičiai    | 8,2                | 25 700  | 3134,1              |
| Rossa         | Rasos          | 12,7               | 13 100  | 1031,5              |
| Stare Miasto  | Senamiestis    | 4,5                | 21 000  | 4666,7              |
| Szeszkinia    | Šeškinė        | 4,4                | 36 600  | 8318,2              |
| Śnipiszki     | Šnipiškės      | 3,12               | 19 320  | 6192,3              |
| Werki         | Verkiai        | 55,65              | 30 900  | 555,3               |
| Wierszuliszki | Viršuliškės    | 2,5                | 16 300  | 6520,0              |
| Wilcza Łapa   | Vilkpėdė       | 10,3               | 24 700  | 2398,1              |
| Zameczek      | Pilaitė        | 13,8               | 16 000  | 1159,4              |
| Zwierzyniec   | Žvėrynas       | 2,7                | 12 200  | 4518,5              |
| Żyrmuny       | Žirmūnai       | 8,5                | 47 400  | 5576,5              |